# Henri Theodore Antoine de Leng Hus
Henri Theodore Antoine de Leng Hus (firmaba como Henri Hus) ( 1876 - 1941) fue un botánico, y algólogo estadounidense nacido en Leiden, Países Bajos.
En abril de 1908 obtuvo su doctorado con una tesis sobre fitogeografía de un sector del río Mississippi, en San Louis, por la Universidad de Washington.
Trabajó en la especialidad algas, desarrollando su carrera de profesor universitario en la Universidad de Míchigan.

## Algunas publicaciones
- 1914. Conard, H.S.; Henri Hus. Water-lilies and How To Grow Them. Doubleday, Page & Co., Garden City, NY

- 1913. The character of the endosperme of sugar corn. Sci 1913 jun 20;37 (964):940-941 17831227

- 1911. Inheritance of Fasciation in Zea Mays. Reimpreso, 9 pp.

- 1908. An Ecological Cross Section of the Mississippi River in the Region of St. Louis, Missouri. Tesis Henri Hus. Missouri Bot.Garden Ann.Report, Vol. 1908, pp. 127-258

- 1907. Virescence of Oxalis stricta. Missouri Bot.Garden Ann.Report, Vol. 1907, pp. 99-108

- 1907. Conard, H.S.; Henri Hus. Water-Lilies and how to grow them. With chapters on the proper making of ponds and the use of accessory plants. Garden Library. Ilustrada

- 1904. Spindle formation in the pollen-mother-cells of Cassia tomentosa L. Proc.California Acad.Sci. 354 pp.

- 1902. An account of the species of Porphyra found on the Pacific coast of North America. Proc.California Acad.Sci. 3ª serie. Botánica
- La abreviatura «Hus» se emplea para indicar a Henri Theodore Antoine de Leng Hus como autoridad en la descripción y clasificación científica de los vegetales.[4]

Realizó nombramientos de nuevas especies en las familias de Brassicaceae y de Oxalidaceae, publicando sus descubrimientos en : Amer. Naturalist, y en Rep. (Annual) Missouri Bot. Gard..